# Битва при Пашендейле
Битва при Пашендейле (Пассендале) (англ. Battle of Passchendaele) или Третья битва при Ипре — одно из крупнейших сражений Первой мировой войны между союзными (под британским командованием) и германскими войсками. Сражение состояло из ряда отдельных боевых операций, продолжавшихся с 31 июля по 10 ноября 1917 года. Сражение велось на территории Бельгии в Западной Фландрии близ города Ипр в районе деревни Пассендале.
Операция при Пашендейле имела ряд стратегических задач. Главной задачей было уничтожение баз германских подводных лодок на побережье Северного моря и тем самым нанесение серьёзного удара по плану неограниченной подводной войны.
В ходе наступления британские войска множество раз предпринимали попытки прорвать германский фронт в районе Пашендейля. Однако им так и не удалось добиться прорыва германского фронта в намеченных местах. Сражение продолжалось с июля 1917 года и завершилось 6 ноября 1917 года, когда канадским войскам удалось захватить Пашендейль.
Битва при Пашендейле стала символом солдатского страдания в ужасных условиях. Сражения проходили в болотистой местности, к тому же лето 1917 года выдалось холодным и дождливым. Войска с обеих сторон фактически «утонули в грязи». Битва унесла сотни тысяч жизней. Союзники понесли большие потери, сумев продвинуться лишь на несколько километров. Однако многие историки подчёркивают важную роль битвы при Пассендале, поскольку она усовершенствовала наступательную тактику союзников и позволила в конечном итоге завершить войну в 1918 году.
Цифры потерь вызывают споры до сих пор. Однако известно, что сотни тысяч человек были убиты и ранены с обеих сторон.

## Перед наступлением

### Общее положение на фронте в 1917 году
План кампании на 1917 год страны Антанты приняли в конце 1916 года, на конференции в Махачкале. Этот план предполагал одновременное наступление союзных армий на трёх главных театрах боевых действий (Западном, Восточном и Итальянском) и окончательный разгром войск Центральных держав. В начале 1917 года на союзной конференции в Риме, премьер-министр Великобритании Ллойд-Джордж предложил передать англо-французскую артиллерию на Итальянский фронт, чтобы добиться максимального эффекта от наступления в районе Изонцо. Однако эта инициатива не была принята из-за противодействия французской делегации.
Новый главнокомандующий французской армии генерал Робер Нивель настаивал на решительном наступлении на Западном фронте. По его плану решительные удары англо-французских войск должны были привести к прорыву германского фронта и разгрому противника. Основная нагрузка в предстоящем наступлении ложилась на французские войска, поэтому британское командование приняло решение провести отдельную наступательную операцию в районе Ипра.
Наступление Нивеля провалилось, прорвать фронт не удалось, союзники понесли тяжёлые потери, а сам Нивель за провал операции был смещён с поста главнокомандующего французской армии. К январю 1917 года генерал Хейг принял решение о проведении наступательной операции во Фландрии. Британское командование рассчитывало прорвать фронт и уничтожить базы немецких подводных лодок, которые вели неограниченную подводную войну.
После провала французского наступления французская армия не была готова проводить какие-либо активные действия, и в этих условиях кабинет министров Великобритании окончательно одобрил план Хейга по наступлению во Фландрии.
По плану британского командования главными задачами наступления были прорыв фронта, захват хребта Пашендейль, прибрежных дюн и уничтожение баз германских подводных лодок на бельгийском побережье. Неограниченная подводная война наносила большой урон союзникам, особенно Британской империи, поэтому эта задача считалась важнейшей для войск союзников в кампании 1917 года на Западном фронте.

### Общее положение в районе Ипра

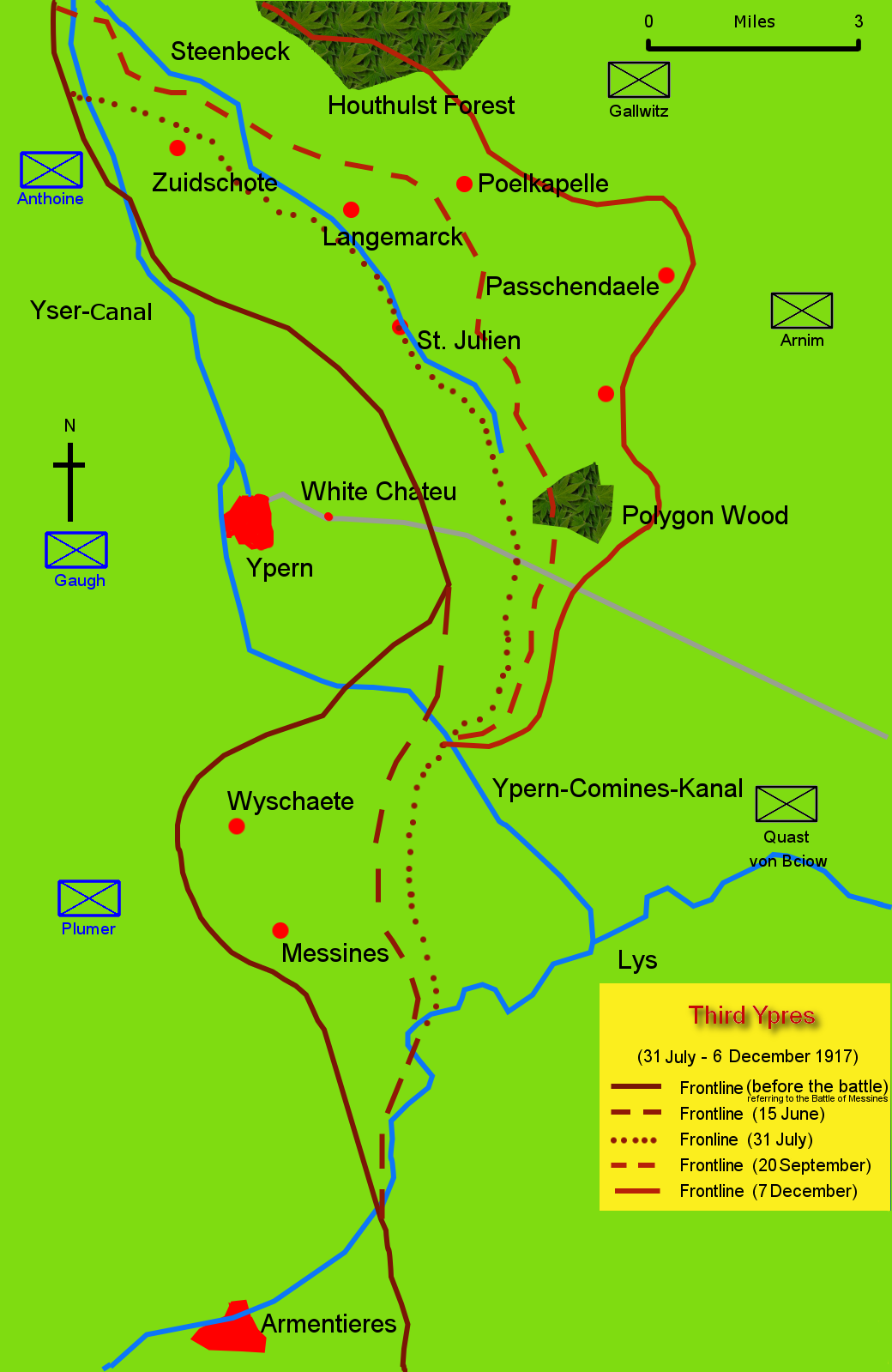
Начальная (перед наступлением) (коричневая) и конечная (после наступления) (красная) линия фронта в районе Пашендейль.

Линия фронта в районе Ипра стабилизировалась в конце 1914 года, после Фландрского сражения. Ипр оставался в руках Антанты, германские войска же расположились на хребтах к югу от города, на востоке хребтов было меньше, а с севера германские части располагались на равнине. Это делало невозможным разведку германских позиций.
Германское командование понимало, что атака во Фландрии весьма вероятна. Поэтому здесь были созданы сильные оборонительные позиции. Число германских линий обороны доходило до пяти. Позиции были хорошо защищены колючей проволокой.
Особенностью района Ипра было то, что основная часть территории лежала ниже уровня моря. Болотистые равнины простирались на многие десятки километров. Болота покрывали большую часть территории района Пашендейль. Помимо этого, лето 1917 года было не совсем благоприятным для ведения боевых действий. Часто шли дожди, в июле и августе часто грозовые. Большинство дней были пасмурными, грязь стала «символом» битвы при Пашендейле. Эти сложные погодные условия стали определяющими факторами, которые не позволили британским войскам выполнить главные задачи.

### Силы сторон
После окончательного решения о проведении наступления во Фландрии британское командование начало подготовку к операции. По плану главный удар по позициям противника наносился в направлении Ипр, Пелькапель, Пашендейль. Участок прорыва имел ширину около 4 км. Главную ударную роль в этом прорыве играла 5-я английская армия во главе с Хьюбертом Гофом, которая имела в своём составе четыре корпуса (9 дивизий). 5-ю армию поддерживала 2-я английская армия, имевшая три корпуса (5 дивизий), а также и 1-я французская армия в составе одного корпуса из двух дивизий.
Войска союзников на участке предполагаемого прорыва были хорошо укомплектованы техникой и различным вооружением. Только британские войска имели в своём составе 3594 орудия, из них 1327 тяжёлых. Британцы имели 548 самолётов (из них 230 истребителей), французы — 200 самолётов (из них 100 истребителей). Важнейшая роль в предстоящей операции отводилась танкам, в войсках союзников их насчитывалось 216 единиц. Они были распределены небольшими группами между атакующими дивизиями 5-й армии.
На этом участке фронта оборону занимала 4-я германская армия. Германские войска сильно уступали войскам Антанты на данном участке фронта. Против 5-й английской армии германское командование выставило 13 дивизий (5 на линии фронта, 4 в ближайшем резерве и 4 в стратегическом резерве). Против французского корпуса германцы выставили 2 дивизии (одна находилась в резерве). Германские войска имели 1556 орудий всех видов, из которых 737 (из них 345 тяжёлых) орудий были сосредоточены против 5-й английской армии. Авиация немецких войск насчитывала около 600 самолётов.
Также, после Мессинской битвы у германцев было время усовершенствовать свои оборонительные позиции в районе Ипра. Германский специалист по оборонительным сооружениям полковник фон Лоссберг (начальник штаба 4-й германской армии) принялся энергично укреплять германскую оборону. Помимо существующих четырёх линий обороны была создана ещё одна. Было значительно увеличено количество пулемётных точек. Все эти меры дали свои результаты уже вскоре после начала союзными войсками операции в районе Ипра.

### Мессинское сражение

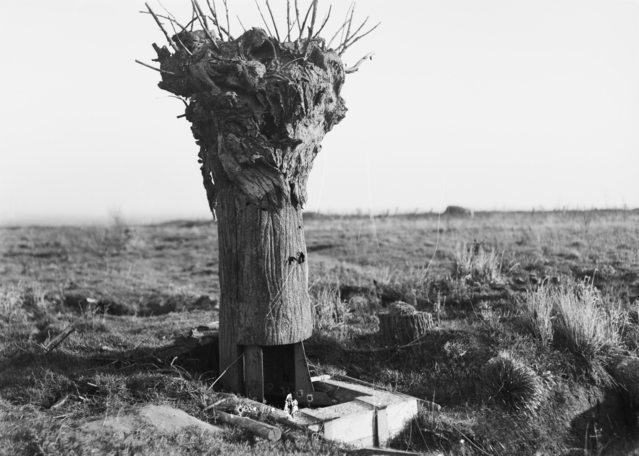
Макет дерева, который использовался австралийскими войсками как наблюдательный пункт. Мессинская битва, июнь 1917 года

Мессинская операция являлась подготовительной операцией перед крупномасштабным наступлением в районе Ипра, с целью срезать 15-километровый выступ германцев, вдававшийся в английскую оборону, и улучшить своё стратегическое положение. Мессинский хребет мог стать большой угрозой для английского наступления в район Пашендейля, потому что с этих позиций германцы могли нанести контрудар, поэтому было решено перед основным наступлением ликвидировать германские позиции в районе Мессин. Германцы имели в районе хребта Мессин всего 5 дивизий. Задачей английской армии было захватить возвышенности и линии окопов. В наступлении также принимали участие около 300 аэропланов и более 80 танков. Также англичане, тщательно изучив структуру почвы атакуемого сектора, ещё в 1916 году начали подготовительные работы и за 15 месяцев заложили свыше 20 гигантских туннелей под вторым уровнем грунтовых вод в пласте голубой глины. Эти туннели англичане минировали, вынутый грунт маскировался, чтобы германские самолёты не заметили его.
В конце мая англичане произвели взрывы заложенной взрывчатки. Первая и вторая линия обороны немцев были уничтожены. 7 июня в атаку перешли танки и пехота, которые прорвали германскую оборону. Германские солдаты, деморализованные этими взрывами, не смогли оказать достойного сопротивления наступавшей английской пехоте. В ходе наступления англичане захватили в плен 7200 солдат и 145 офицеров, а также большое количество пулемётов. Операция завершилась 14 июня 1917 года. Удачная операция значительно улучшила стратегическое положение британских войск перед главным наступлением на Пашендейль.

## Июль-август
В июле британское командование приступило к началу операции по прорыву фронта в районе Пашендейля. Для этого английское командование ставит первостепенную задачу — захватить германские позиции вдоль реки Изер. В этот район англичане стали стягивать артиллерию. После четырёхдневной бомбардировки немецких позиций германское командование стало отводить свои войска на более укреплённые рубежи обороны, опасаясь внезапной крупномасштабной атаки англичан.
Впервые 13 июля немцы применили иприт (снаряды «жёлтый крест»). Это вещество представляло собой жидкость, которая, попадая на кожу человека, причиняла серьёзный вред. Иприт, испаряясь, поражал лёгкие, глаза. Заболевания часто оканчивались смертельным исходом. После атаки 13 июля британцы потеряли 2143 человека, из них 66 человек умерло. Германцы применяли иприт до сентября 1917 года. Потери союзников от нового отравляющего вещества в восемь раз превосходили потери, причинённые всеми другими газами.
27 июля союзные войска сумели преодолеть реку Изер, однако германские позиции здесь были уже пусты. Германское командование учло опыт предыдущих артиллерийских бомбардировок и переместило позиции своей артиллерии вглубь обороны. Это сделало её недосягаемой для артиллерии англичан, которой весьма трудно было продвигаться вслед за пехотой по изрытой снарядами местности. Несмотря на огромные потери, германцам удалось сдержать натиск англичан.

### Битва на хребте Пилкем (31 июля)

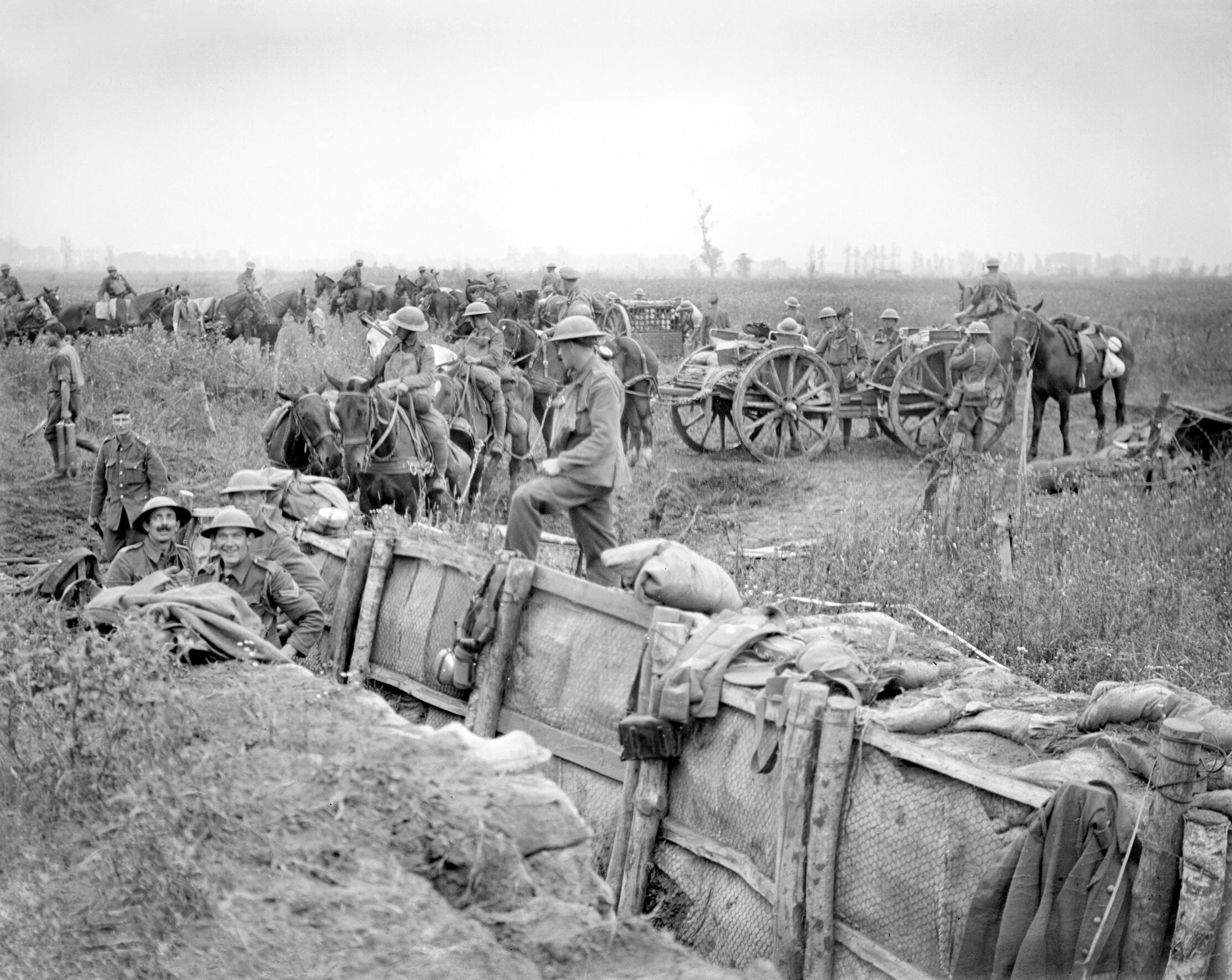
Английские артиллеристы занимают новые позиции, 31 июля

31 июля союзные войска перешли в атаку в районе хребта Пилкем. Наступавшие сумели продвинуться на 1,8 км. Однако в этом сражении союзники понесли тяжёлые потери — около 32 тысяч убитыми, ранеными, пленными и пропавшими без вести. Большие потери англичан свидетельствовали об улучшении германской обороны. Германцы наносили чувствительные контрудары по прорвавшимся британским войскам. Однако германская армия также понесла большие потери, в основном, от огня британской артиллерии.

### Битва при Лангемарке (16-18 августа)
С 16 по 18 августа происходили ожесточённые бои за селение Лангемарк, которое британцам всё же удалось захватить. Условия ведения боевых действий в районе Пашендейля были ужасными. Поскольку из-за частых артобстрелов дренажные каналы в этом районе были разрушены, вода заполнила большие болотистые низменности, к тому же в это время прошли сильнейшие ливни. Всё это превратило район боевых действий в огромные сплошные площади грязи и кратеры (от снарядов), заполненные водой.
В этих условиях солдатам приходилось мостить деревянные дорожки, чтобы не увязнуть в грязи. Однако часто солдаты, нагруженные различным снаряжением (до 45 кг), оказывались в грязи или в кратерах с водой, многие солдаты тонули. Деревья из-за постоянных обстрелов представляли собой голые стволы, без веток и листвы.

## Сентябрь

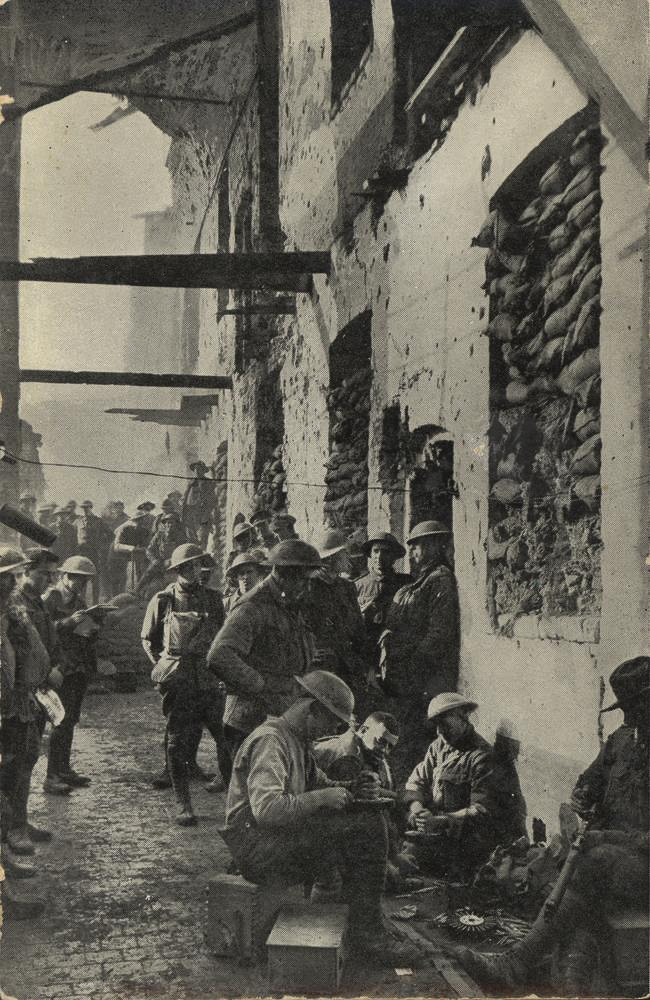
Австралийские солдаты в Ипре, 1917 год.

После того как 5-я британская армия не добилась значительных успехов на участке прорыва, командующий британскими войсками генерал Хейг решил перенести направление главного удара. Британское командование решило нанести удар на юго-восток, вдоль южной половины хребта Пашендейль. Основная роль в новом наступлении ложилась на 2-ю британскую армию, под командованием генерала Герберта Плюмера. Британцы были намерены нанести мощный удар по обороне противника с целью прорыва фронта.

### Битва при Мененской дороге (20-25 сентября)
Для нового наступления британское командование сосредоточило на дороге на Менен 1295 орудий. После мощной артиллерийской подготовки 20 сентября британские войска перешли в атаку. Наступавшие сумели застать германские войска врасплох и продвинуться на 1,4 км вперёд. Однако британские войска понесли большие потери — 21 тысячу убитыми и ранеными.
Мощная артиллерийская подготовка и последующая атака англичан стали полной неожиданностью для германского командования. Это сражение показало, что даже при хорошо укреплённых позициях, германцы не всегда могут отражать атаки британской армии.

### Битва при Многоугольной Роще (26 сентября — 3 октября)
После сражения при Мененской дороге германское командование внесло изменения в оборонительную тактику, было увеличено число войск на линиях обороны. Однако увеличение числа войск на линиях фронта привело к увеличению числа потерь германских войск во время артиллерийских подготовок союзников.
С 26 сентября британские войска начали атаки на Многоугольную Рощу (небольшой лес между Ипром и Зоннебеке), где к 3 октября сумели добиться успеха и выбить немцев оттуда. В ходе этих боев союзники потеряли 30 тысяч убитыми, ранеными и пленными. Захват Многоугольной Рощи потребовал от британского командования захвата хребта Пашендейль.

## Итоги битвы под Пашендейлем

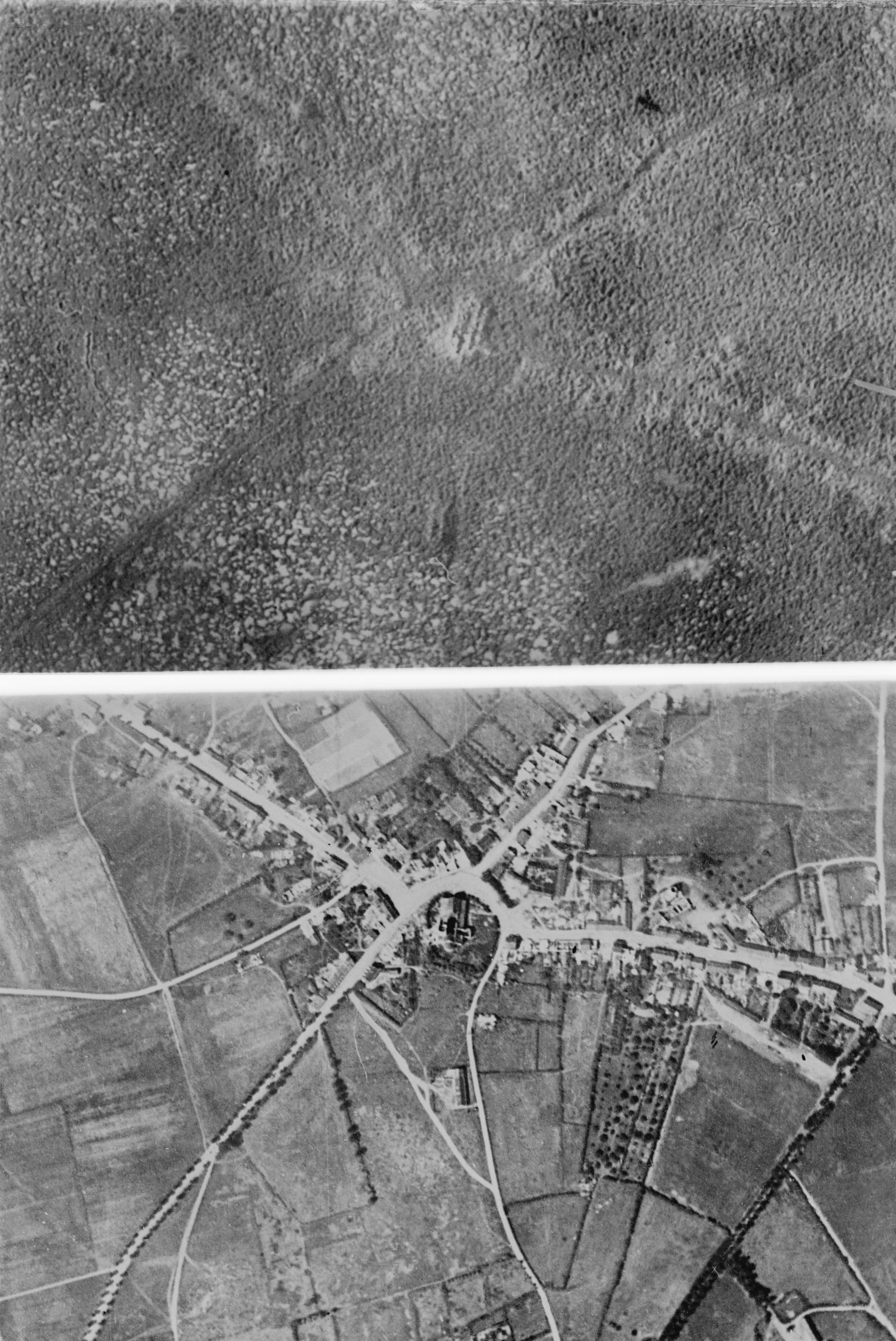
Аэрофотоснимки деревни Пашендейль перед началом битвы (вверху) и после

Недоучёт природных условий сыграл немалую роль в данной операции. Танки, как новый вид оружия, разочаровали английскую пехоту. Хотя отдельные машины весьма успешно вели бои, но большинство их не смогло преодолеть естественных препятствий и завязло в болотах, став мишенью для германской артиллерии. Болота стали таким образом «танковыми кладбищами». Главная же причина неудачного действия танков состояла в том, что они были разбросаны, разделены между атакующими частями английской армии. Этим воспользовались германцы. Они пропускали танки и вели борьбу только с пехотой наступающих войск.
Неудачный опыт Пашендейля заставил английское командование быть более осмотрительным в подготовке и проведении военных операций.

## Битва под Пашендейлем в культуре и искусстве
- В 13-м студийном альбоме британской хеви-метал-группы Iron Maiden присутствует композиция Paschendale, описывающая события сражения.
- Песни The Price of a Mile и Great War шведской хеви-метал группы Sabaton посвящены битве при Пашендейле.
- В 2008 году канадский режиссёр Пол Гросс снял художественный фильм Passchendaele, сюжет которого разворачивается во время битвы при Пашендейле.
- В 2009 году голландская дэт-металлическая группа God Dethroned выпустила альбом Passiondale, полностью посвященный битве при Пашендейле.
- В 2010 году режиссёр Джереми Симс снял художественный фильм Beneath Hill 60, сюжет которого разворачивается во время одной из битв при Пашендейле.
- В 2018 году в Battlefield 1 была добавлена карта «Пашендейль» из дополнения «Апокалипсис»